# Рондон (Парана)
Рондон (порт. Rondon) — муниципалитет в Бразилии, входит в штат Парана. Составная часть мезорегиона Северо-запад штата Парана. Входит в экономико-статистический микрорегион Сианорти. Население составляет 8438 человек на 2006 год. Занимает площадь 556,082 км². Плотность населения — 15,2 чел./км².

## Статистика
- Валовой внутренний продукт на 2003 год составляет 106 041 479,00 реалов (данные: Бразильский институт географии и статистики).
- Валовой внутренний продукт на душу населения на 2003 год составляет 12 506,37 реалов (данные: Бразильский институт географии и статистики).
- Индекс развития человеческого потенциала на 2000 год составляет 0,734 (данные: Программа развития ООН).